# لوسي براون
لوسي براون (بالإنجليزية: Lucy Brown)‏ هي ممثلة بريطانية، ولدت في 13 فبراير 1979 في المملكة المتحدة. بدأت مشوارها المهني سنة 2002.

## وصلات خارجية
- لوسي براون على موقع IMDb (الإنجليزية)
- لوسي براون على موقع ألو سيني (الفرنسية)
- لوسي براون على موقع أول موفي (الإنجليزية)
- لوسي براون على موقع قاعدة بيانات الفيلم (الإنجليزية)
- لوسي براون على موقع كينوبويسك (الروسية)